# Ḷḷuarca
Ḷḷuarca är en ort i Spanien.   Den ligger i provinsen Province of Asturias och regionen Asturien, i den nordvästra delen av landet, 400 km nordväst om huvudstaden Madrid. Ḷḷuarca ligger 73 meter över havet och antalet invånare är 5 279.
Terrängen runt Ḷḷuarca är kuperad söderut, men norrut är den platt. Havet är nära Ḷḷuarca norrut. Runt Ḷḷuarca är det ganska glesbefolkat, med 35 invånare per kvadratkilometer. Närmaste större samhälle är Navia, 14,5 km väster om Ḷḷuarca. I omgivningarna runt Ḷḷuarca växer i huvudsak blandskog.